# 미소라멘

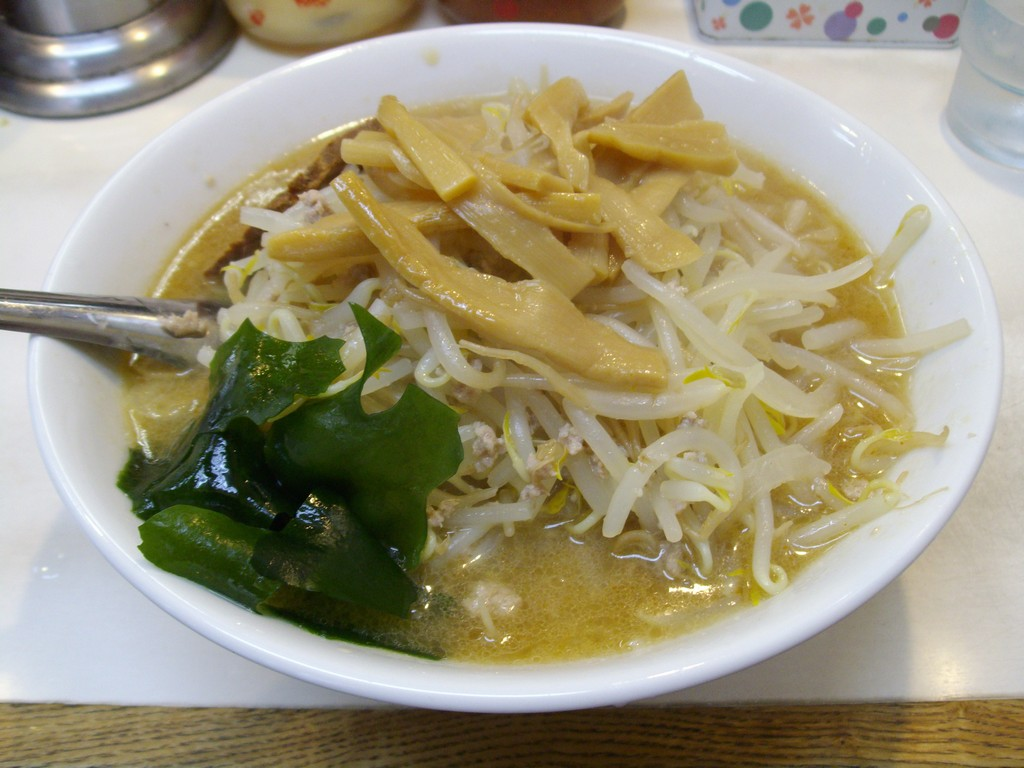
미소라멘

미소라멘(일본어: 味噌ラーメン)은 미소를 사용한 라멘의 일종이다.